# 信息差距决策理论
信息差距决策理论（英語：Info-gap decision theory）又稱資訊鴻溝決策理論，是一种非概率性决策理论，是為了在嚴重的不穩定性下藉由機會或意外收貨在失敗中尋求更佳的穩健性。特別是應用穩定性半徑類型的靈敏度分析對目標參數所給定估計值進行擾動。資訊鴻溝決策理論與Wald的maximin模型有一些相似，有一些學者認為它們不一樣，其他學者則認為它們是同一個原則。
信息差距决策理论最早由Yakov Ben-Haim于20世纪80年代提出，並且已經找到了許多在「嚴重不確定性下」的決策理論應用。不過此理論也被批評為不適合此目的，並陸續提出了其他的替代方案，包括優化穩健（Robust optimization）之類的方法。